# 솔로지옥
《솔로지옥》(영어: Single's Inferno)은 넷플릭스에서 2021년 12월 18일부터 2022년 1월 8일까지 방영된 리얼리티 예능 프로그램이다.

## 출연

### 패널
- 이다희
- 규현
- 홍진경
- 한해

### 1기 참가자(여성)
- free지아
- 강소연
- 신지연
- 안예원
- 성민지
- 김수민

### 1기 참가자(남성)
- 김현중
- 김준식
- 최시훈
- 오진택
- 문세훈
- 차현승